# US Feurs
Union Sportive Forezienne là một câu lạc bộ bóng đá Pháp được thành lập vào năm 1945. Đội có trụ sở tại thị trấn Feurs và sân vận động của họ là Stade Rousson. Kể từ mùa giải 2009 – 10, đội chơi ở giải vô địch hạng 2 Championnat de France.